# Indologia

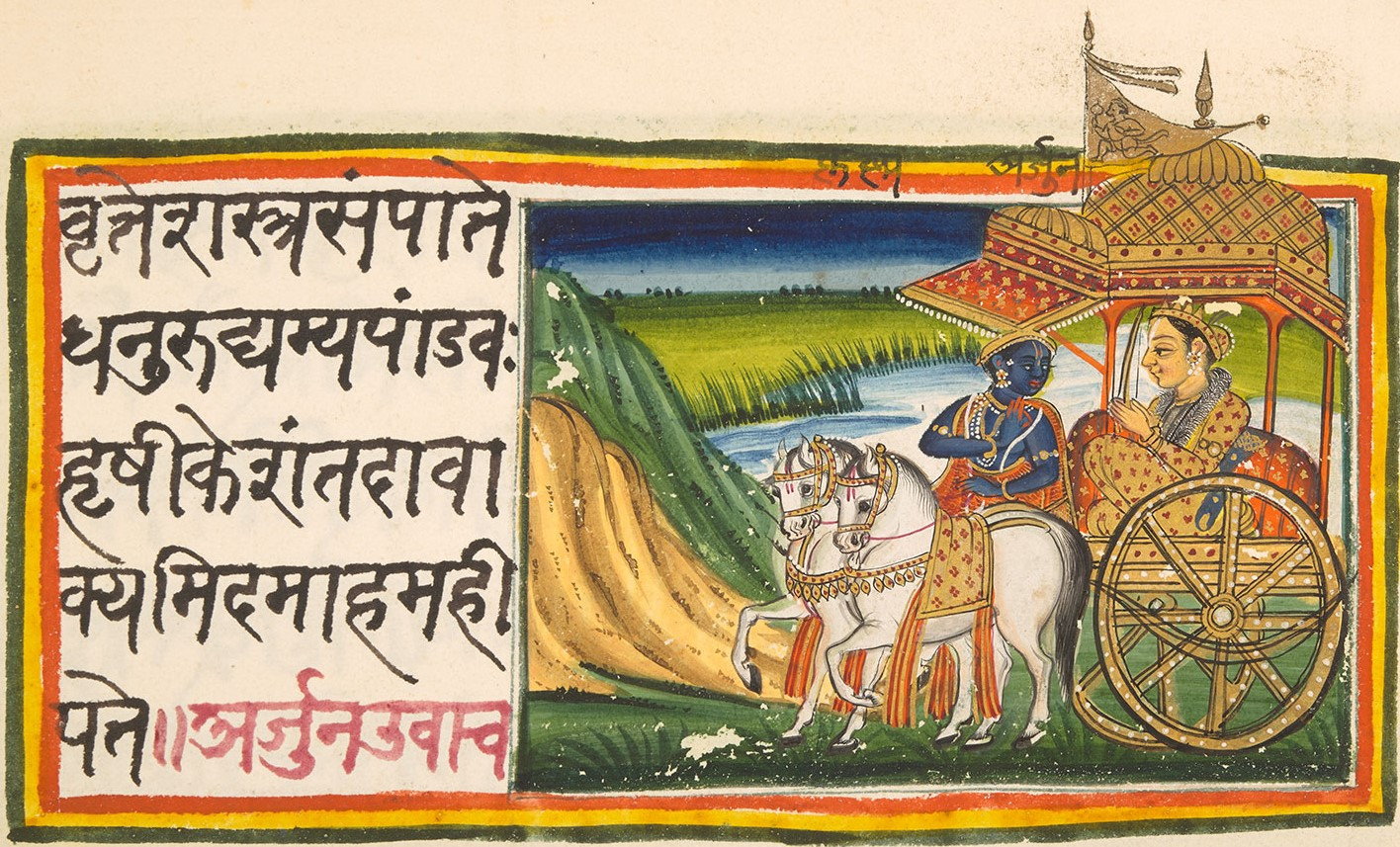
Il·lustració del segle XIX d'un capítol del BhagavadGita, en sànscrit.

La indologia és l'estudi de la història, la cultura, les llengües i la literatura del subcontinent indi. Com a disciplina acadèmica, la indologia forma part dels Estudis Orientals.
El terme indologia (en alemany, Indologie) s'utilitza més freqüentment a les universitats alemanyes i europees continentals que als països anglòfons, on és més habitual el terme Estudis sud-asiàtics (South Asian studies). Als Països Baixos, el terme Indologie es referia a l'estudi de la cultura índia dirigit al servei colonial a les Índies Orientals Holandeses.
La indologia clàssica inclou els estudis sobre la literatura sànscrita, la literatura pali i tàmil, així com l'estudi de les religions dharmiques, com ara l'hinduisme, el budisme o el sikhisme. Altrament, la indologia inclou àmbits d'estudi relacionats amb particularitats regionals de l'Àsia del Sud, entre els quals destaquen:
- L'estudi de la cultura i les llengües de Bengala
- L'estudi de les llengües dravídiques del sud de l'Índia, incloent-hi els estudis tàmils.
- Estudis sobre el Pakistan.
- Estudis sobre la regió històrica de Sindh.

Alguns acadèmics distingeixen la indologia clàssica de la indologia moderna. La primera està centrada en l'estudi del sànscrit, el tàmil i altres llengües antigues; i la segona, en la política i la sociologia de l'Índia contemporània.

## Història

#### Precursors
A occident, els primers estudis sobre l'Índia van aparèixer gràcies als viatgers que arribaren de fora del subcontinent i començaren a escriure sobre les seves experiències. Un dels pioners va ser Megàstenes ( 350-290 aC), qui fou l'ambaixador grec dels selèucides a la cort de Chandragupta, fundador de l'Imperi Mauryan. A conseqüència de les seves vivències a l'Índia, Megàstenes va escriure les anomenades Índiques, en les quals descriu l'estructura social i política de l'Índia i fa un recull de diverses llegendes i faules tradicionals. Amb el temps, aquesta obra tingué una influència cabdal en els geògrafs clàssics Arrià, Diodor i Estrabó.
Des del món islàmic, l'erudit de l'edat d'or Muḥammad ibn Aḥmad Al-Biruní (973–1048) va escriure Estudi sobre l'Índia, en el qual enregistrà fets de la història política i militar de l'Índia, a més d'aspectes de la vida i la història cultural, científica, social i religiosa. També s'interessà per l'antropologia de l'Índia, realitzant una àmplia observació participant amb grups de nadius. Al-Biruní va aprendre'n les llengües locals a través de l'estudi dels textos primaris i va presentar-ne les troballes amb objectivitat i neutralitat, mitjançant comparacions interculturals.

### Disciplina acadèmica
Des del punt de vista acadèmic, la indologia encetà el seu camí a les acaballes de l'edat moderna, incorporant-hi els trets essencials de l'època, com ara l'autoreflexivitat crítica, els mecanismes de desintegració i globalització, i l'apropiació reflexiva del coneixement. Una característica important de la indologia, des de finals del segle XVIII, ha estat el desenvolupament de xarxes acadèmiques a través de la creació de diverses institucions, com ara la Societat Asiàtica de Bengala, i la creació de revistes especialitzades com el Journal of the Royal Asiatic Society i Annals of the Bhandarkar Oriental Research Institute.
Una de les característiques de la indologia és l'aplicació de la metodologia acadèmica dels estudis clàssics europeus a les llengües, literatures i cultures del sud d'Àsia.
Diversos estudiosos del segle XVIII es van interessar pel coneixement del món oriental, com per exemple William Jones, Henry Thomas Colebrooke, Gerasim Lebedev o August Wilhelm Schlegel. Al segle XIX, producte d'aquest interès intel·lectual, la indologia va néixer com a disciplina acadèmica en el context de l'Índia britànica, juntament amb el conjunt d'estudis asiàtics, impulsats pel corrent orientalista de l'època. Així, el 1784 es fundà The Asiatic Society a Calcuta, la Société Asiatique el 1822, la Royal Asiatic Society el 1824, l'American Oriental Society el 1842, la German Oriental Society (Deutsche Morgenländische Gesellschaft) el 1845 i l'Associació Japonesa d'estudis indis i budistes el 1949.
Abans del segle XIX, la literatura sànscrita ja comptava amb diversos diccionaris premoderns, entre els quals destacava el Nāmaliṅgānuśāsana d'Amarasiṃha. Tanmateix, la fita cabdal en l'estudi indològic va ser la publicació del Sanskrit-Wörterbuch (diccionari sànscrit) en la dècada de 1850. Va ser a partir d'aquest moment quan començaren les traduccions dels principals textos hindús, que finalment es van publicar amb el títol Llibres sagrats d'Orient, en diferents volums a partir de 1879. El 1887 va aparèixer l'edició d'Otto von Böhtlingk de la gramàtica de Pāṇini i, el 1849, l'edició de Max Müller del Rigveda. Aquest darrer any, Albrecht Weber publicà la revista Indologische Studien. A les acaballes del segle XIX, el 1897, Sergey Oldenburg edità una col·lecció dels principals textos en sànscrit anomenada Bibliotheca Buddhica.

## Publicacions i associacions
Existeixen diferents conferències sobre indologia arreu del món, com ara la conferència de l'Associació Americana d'Estudis Asiàtics, la conferència anual de la Societat Oriental Americana o la Conferència Mundial de Sànscrit, així com diferents trobades periòdiques al Regne Unit, Alemanya, Índia, Japó, França, entre altres països.
Les principals publicacions en l'ambit de la indologia són: l'Indo-Iranian Journal, Journal of the Royal Asiatic Society, Journal of the American Oriental Society, Journal asiatique,  Journal of the German Oriental. Society (ZDMG), Wiener Zeitschrift für die Kunde Südasiens, Journal of Indian Philosophy, Bhandarkar Oriental Research Institute, Journal of Indian and Buddhist Studies (Indogaku Bukkyogaku Kenkyu) i Bulletin de l'École française d 'Extrem Orient,  entre d'altres.
També existeixen diverses associacions professionals o entitats de recerca, com ara l'American Oriental Society, la Royal Asiatic Society de Gran Bretanya i Irlanda, la Société Asiatique, el Centre d'Études de l'Inde et de l'Asie du Sud de París, o la Deutsche Morgenlāndische Gesellschaft.

## Indòlegs destacats

#### Investigadors i acadèmics històrics
- Megasthenes (350–290 BC)
- Al-Biruni (973–1050)
- Gaston-Laurent Cœurdoux (1691–1779)
- Anquetil Duperron (1731–1805)
- William Jones (1746–1794)
- Charles Wilkins (1749–1836)
- Colin Mackenzie (1753–1821)
- Dimitrios Galanos (1760–1833)
- Henry Thomas Colebrooke (1765–1837)
- Jean-Antoine Dubois (1765–1848)
- August Wilhelm Schlegel (1767–1845)
- James Mill (1773–1836)
- Horace Hayman Wilson (1786–1860)
- Franz Bopp (1791–1867)
- Duncan Forbes (linguist) (1798–1868)
- James Prinsep (1799–1840)
- Hermann Grassmann (1809–1877)
- John Muir (indologist) (1810–1882)
- Edward Balfour (1813–1889)
- Robert Caldwell (1814–1891)
- Alexander Cunningham (1814–1893)
- Hermann Gundert (1814–1893)
- Otto von Bohtlingk (1815–1904)
- Monier Monier-Williams (1819–1899)
- Henry Yule (1820–1889)
- Rudolf Roth (1821–1893)
- Theodor Aufrecht (1822–1907)
- Max Müller (1823–1900)
- Albrecht Weber (1825–1901)
- Ralph T. H. Griffith (1826–1906)
- William Dwight Whitney (1827–1894)
- Ferdinand Kittel (1832–1903)
- Edwin Arnold (1832–1904)
- Johan Hendrik Caspar Kern (1833–1917)
- Gustav Solomon Oppert (1836–1908)
- Georg Bühler (1837–1898)
- Chintaman Vinayak Vaidya (1861–1938)
- Ramakrishna Gopal Bhandarkar (1837–1925)
- Arthur Coke Burnell (1840–1882)
- Julius Eggeling (1842–1918)
- Paul Deussen (1845–1919)
- Vincent Arthur Smith (1848–1920)
- James Darmesteter (1849–1894)
- Hermann Jacobi (1850–1937)
- Kashinath Trimbak Telang (1850–1893)
- Alois Anton Führer (1853–1930)
- Jacob Wackernagel (1853–1938)
- Arthur Anthony Macdonell (1854–1930)
- Hermann Oldenberg (1854–1920)
- Maurice Bloomfield (1855–1928)
- E. Hultzsch (1857–1927)
- Mark Aurel Stein (1862–1943)
- P. T. Srinivasa Iyengar(1863–1931)
- Moriz Winternitz (1863–1937)
- Fyodor Shcherbatskoy (1866–1942)
- F.W. Thomas (1867–1956)
- Jadunath Sarkar (1870–1958)
- S. Krishnaswami Aiyangar (1871–1947)
- Percy Brown (1872–1955)
- John Hubert Marshall (1876–1958)
- Arthur Berriedale Keith (1879–1944)
- Pandurang Vaman Kane (1880–1972)
- Pierre Johanns (1882–1955)
- Andrzej Gawronski (1885–1927)
- Willibald Kirfel (1885–1964)
- Johannes Nobel (1887–1960)
- Betty Heimann (1888–1961)
- Alice Boner (1889–1981)
- Heinrich Zimmer (1890–1943)
- Ervin Baktay (1890–1963)
- Mortimer Wheeler (1890–1976)
- B. R. Ambedkar (1891–1956)
- K. A. Nilakanta Sastri (1892–1975)
- Mahapandit Rahul Sankrityayan (1893–1963)
- Vasudev Vishnu Mirashi (1893–1985)
- V. R. Ramachandra Dikshitar (1896–1953)
- Dasharatha Sharma (1903–1976)
- Shakti M. Gupta (1927–)
- S. Srikanta Sastri (1904–1974)
- Joseph Campbell (1904–1987)
- Murray Barnson Emeneau (1904–2005)
- Jan Gonda (1905–1991)
- Paul Thieme (1905–2001)
- Jean Filliozat (1906–1982)
- Alain Danielou (1907–1994)
- F B J Kuiper (1907–2003)
- Thomas Burrow (1909–1986)
- Jagdish Chandra Jain (1909–1993)
- Ramchandra Narayan Dandekar (1909–2001)
- Arthur Llewellyn Basham (1914–1986)
- Richard De Smet (1916–1997)
- P. N. Pushp (1917–1998)[cal citació]
- Ahmad Hasan Dani (1920–2009)
- Frank-Richard Hamm (1920–1973)
- Madeleine Biardeau (1922–2010)
- Awadh K. (AK) Narain (1925–2013)
- V. S. Pathak (1926–2003)
- Kamil Zvelebil (1927–2009)
- J. A. B. van Buitenen (1928–1979)
- Tatyana Elizarenkova (1929–2007)
- Bettina Baumer (1940–)
- Anncharlott Eschmann (1941–1977)
- William Dalrymple (1965–)
- Arvind Sharma (1940–present)
- Harilal Dhruv (1856–1896)
- Ram Swarup (1920–1998)
- Mikhail Konstantinovich Kudryavtsev (1911–1992)
- Daniel H. H. Ingalls, Sr. (1916–1999), Wales Professor of Sanskrit, Harvard University
- Sita Ram Goel (1921–2003)
- Natalya Romanovna Guseva (1914–2010)
- Ram Sharan Sharma (1919–2011), Founding Chairperson of Indian Council of Historical Research; Professor Emeritus, Patna University
- Bhadriraju Krishnamurti (1928–2012), Osmania University
- Fida Hassnain (1924–2016) Sri Pratap College, Srinagar
- Heinrich von Stietencron (1933–2018), University of Tübingen, Germany
- Iravatham Mahadevan (1930–2018)- Indian Council of Historical Research
- Stanley Wolpert (1927–2019)- University of California, Los Angeles (emeritus)
- Karel Werner (1925–2019)
- Dietmar Rothermund (1933–2020), Professor of the history of South Asia at the Ruprecht-Karls University in Heidelberg
- Bannanje Govindacharya (1936–2020), scholar in Tatva-vada school of philosophy and Vedic tradition
- Stanley Insler (1937–2019), Edward E. Salisbury Professor of Sanskrit and Comparative Philology, Yale University
- Gérard Fussman (1940–2022) Collège de France

#### Investigadors i acadèmics contemporanis
- Romila Thapar (1931–), professor d'Història Antiga a la Jawaharlal Nehru University
- Hermann Kulke (1938–), professor d'Història d'Àsia del Sud al the department of Historia de la Universitat de Kiel.
- Asko Parpola (1941–), professor emèrit d'Indologia i Estudis d'Àsia del Sud a la Universitat de Helsinki.
- Patrick Olivelle (1942–), professor emèrit d'Estudis Orientals a la Universitat de Texas[16]
- Michael Witzel (1943-), professor de sànscrit a Harvard.
- Ronald Inden, professor emèrit d'Història, Llengües i Civilitzacions sud-asiàtiques a la Universitat de Chicago[17]
- George L. Hart (1945–), professor emèrit de Tàmil a la Universitat de Califòrnia Berkeley[18]
- Stephanie Jamison (1948-), professor distingit de Llengües i Cultures Orientals, i Estudis Indoeuropeus a la Universitat de Califòrnia Los Angeles[19]
- Alexis Sanderson (1948) Membre emèrit i antic Spalding Professor de Religió i Ètica oriental a l'All Souls College, Oxford[20]
- Michael D. Willis (The British Museum)
- Wendy Doniger (1940) University of Chicago Divinity School, com a Professor Distingit Mircea Eliade  d'Història de les Religions.
- Thomas Trautmann (1940), antic director del centre d'Estudis Sud-asiàtics a la Universitat de Michigan
- Kapil Kapoor (1940–present), reconegut acadèmic de Literatura Anglesa, Lingüística, Gramàtica Panina, Art i Estètica Sànscrita i Director de l'Indian Institute of Advanced Studies a Shimla.
- Shrivatsa Goswami (1950), acadèmic indi de Filosofia i Art Hindú  a la (Banaras Hindu University), així com líder religiósGaudiya Vaishnava.[21]
- Edwin Bryant (1957–present) Rutgers University, New Jersey

#### Altres indòlegs
- Michel Danino, autor d'origen franco-indi, i negacionista històric[22][23][24][25]
- Georg Feuerstein
- Hans T. Bakker

## Organitzacions i institucions sobre Indologia
- Faculty of Sanskrit Vidya Dharma Vigyan, Banaras Hindu University
- Adyar Library and Research Centre, Chennai
- Bhandarkar Oriental Research Institute, Pune
- Oriental Research Institute Mysore
- Oriental Research Institute & Manuscripts Library, Thiruvananthapuram
- Lalbhai Dalpatbhai Institute of Indology along with Lalbhai Dalpatbhai Museum which is adjacent to the institute, Ahmedabad, Gujarat, India
- American Institute of Indian Studies
- French Institute of Pondicherry
- The Oxford Centre For Hindu Studies